# Glitch (Fernsehserie)
Glitch ist eine australische Science-Fiction-Fernsehserie mit paranormalen Elementen. Die Kernidee sind Stammzell-Experimente, die Verstorbene zurück ins Leben bringen können. Daraus folgen Verwicklungen mit den aktuellen zwischenmenschlichen und politischen Strukturen in der australischen Provinz. Die Erstausstrahlung fand am 9. Juli 2015 auf ABC1 statt. Die in der fiktiven Landstadt Yoorana spielende Serie wird von Louise Fox, Kris Mrksa und Giula Sandler geschrieben und von Louise Fox, Ewan Burnett sowie Tony Ayres produziert. Regie führt Emma Freeman.
Die erste Staffel wurde sowohl mit dem Logie Award als auch mit dem AACTA Award als beste Dramaserie ausgezeichnet.

## Handlung
Der Kleinstadt-Polizist James Hayes wird um Mitternacht zum örtlichen Friedhof in Yoorana gerufen, nachdem fünf, sechs oder sieben Menschen auf unerklärliche Weise von den Toten auferstanden sind. Da sich die Auferstandenen an nichts erinnern können, entschließen sie sich dazu, alles über ihre Identitäten und die Geschehnisse herauszufinden. James und eine der Auferstandenen erkennen sich dabei wieder. Gemeinsam mit der Ärztin Elishia McKellar versucht James nun, den Fall vor seinen Kollegen, seiner Familie und der restlichen Gesellschaft zu verbergen. Die sieben Menschen sind alle in unterschiedlicher Weise miteinander verbunden. Letztlich beginnt die Suche nach jemandem, der die Wahrheit über das Wie und Warum der Rückkehr kennt.
Die erste Staffel handelt von dem Polizisten James Hayes, der eine der Auferstandenen als seine ehemalige Ehefrau Kate Willis wiedererkennt. Sie starb zwei Jahre zuvor an Brustkrebs. Später trifft auch James’ Polizeikollege Chris Rennox auf die damalige Ehefrau von James und zeigt sich erstaunt. Weitere auferstandene Personen sind die 19-jährige Kirstie Darrow (1988 ermordet worden), der Weltkriegsveteran Charlie Thompson (1922 durch Suizid verstorben), die italienischstämmige Maria Massola (1969 durch einen Autounfall verstorben), der erste Bürgermeister von Yoorana Patrick Michael „Paddy“ Fitzgerald (1864 durch seinen Sohn getötet worden), der namenlose John Doe (richtiger Name „William Blackburn“, in den 1830er Jahren zweimal verstorben durch Ertrinken/Erhängen) und der italienische Sklave Carlo Nico (1944 erschossen worden). Beau Cooper, ein Jugendlicher mit indigenen Wurzeln, filmt mit seinem Handy, wie Paddy aus dem Grab steigt. Alle Personen werden zunächst durch die Medizinerin Elishia McKellar an einen geheimen Ort gebracht, um sie zu untersuchen. Sie lässt James über Aufenthaltsort der Auferstandenen im Unklaren. Vic, ein Polizist und Kollege von James, versucht herauszufinden, was es mit den Personen auf dem Friedhof auf sich hat, da James ihm die Wahrheit um den Vorfall mit den Auferstandenen verschweigt. Alle Auferstandenen versuchen herauszufinden, warum sie wieder ins Leben zurückgekehrt sind. Bei allen Auferstandenen kehren die Erinnerungen bruchstückhaft in Form von real wirkenden Flashbacks zurück.
Carlo ist der erste Auferstandene, der beim Überqueren einer Brücke in Yoorana zu Staub zerfällt und stirbt. Kirstie beginnt zu bluten, als sie sich der Brücke nähert. Es wird allmählich klar, dass Yoorana von einer unsichtbaren Grenze umgeben ist, die für die Auferstandenen beim Überqueren tödlich zu sein scheint. Kate ist nach der Rückkehr ins Leben am Boden zerstört durch die Tatsache, dass ihr Mann James nun mit ihrer ehemals besten Freundin Sarah verheiratet ist, die von ihm schwanger ist und eine Tochter erwartet. Alle drei müssen sich mit der neuen Beziehungssituation arrangieren. Später nähern sich James und Kate wieder an. Maria findet mithilfe von James ihren Ehemann Leon, der jedoch bereits deutlich älter ist und in einem Pflegeheim lebt. Im Gegenzug dazu soll Maria ihm den Aufenthaltsort der Auferstandenen verraten. Auch Vic will unter einem Vorwand von Maria den Aufenthaltsort der auferstandenen Personen erfahren und tötet Maria, da sie das falsche Spiel von Vic erkennt. Er versteckt Marias Leiche im Auto, sie wird später von James gefunden. Vic spürt Elishia und John auf und kann überwältigt werden, wobei er sich verletzt. Er wird von Elishia operiert und nachdem er erwacht ist, gibt er John eine mysteriöse Pfeife, die in Johns Grab gefunden wurde. Durch die Pfeife kehren bei allen Auferstandenen die Erinnerungen an ihre persönlichen Tode zurück. Vic redet John ein, dass alle Auferstandenen weggeschafft werden müssen, und zwingt sie ins Auto, um sie über die unsichtbare Grenze zu bringen. James kann dies in letzter Sekunde verhindern, indem er Vic tötet. Kirstie findet heraus, dass sie im Jahr 1988 nicht von ihrem damaligen Freund Kevin ermordet wurde, sondern jemand anderes dafür verantwortlich sein muss. John Doe versucht erfolglos aus Frustration über die fehlende Erinnerungen an sein früheres Leben sich selbst zu töten. Elishia findet danach etwas über seine Vergangenheit als Verurteilter und Busch-Ranger in den 1830er Jahren heraus. Patrick Fitzgerald freundet sich mit dem Jugendlichen Beau Cooper an und findet dabei heraus, dass Beau ein Nachfahre aus dem indigenen Familienteil von Patrick Fitzgerald ist. Charlie erfährt im „Royal Hotel“ in Yoorana Dinge aus seiner Vergangenheit als Kriegsveteran. Sarah entbindet im Krankenhaus ihre Tochter Nia und hat dabei Geburtskomplikationen. James erfährt durch einen Arzt über Elishia, dass sie angeblich bereits seit 4 Jahren tot sei.
In der zweiten Staffel erwacht die an einem Schlaganfall verstorbene Elishia vier Jahre vor den Ereignissen in Yoorana (erste Staffel) in einer Leichenhalle. Sie tauscht ihr Namensschild mit einer anderen toten Frau. Es stellt sich heraus, dass sie Forschungen an Stammzellen und Regeneration bei dem Pharmaunternehmen „Noregard Pharmaceuticals“ betrieben hat. Dies erfährt James durch ihre frühere Lebensgefährtin Alison Atkinson. Er will diese Informationen überprüfen und begibt sich zu Noregard, wo er auf die Professorin Nicola Heysen trifft, die ihm keinerlei Informationen über die Forschungsangelegenheiten geben will. John trifft ebenfalls auf Nicola Heysen, während er in ein Haus einbricht. Sie erklärt ihm später die wissenschaftlichen Hintergründe bzgl. der Stammzellenforschung, weshalb John wieder von den Toten zurückgekehrt ist. Zudem teilt sie John mit, dass sein richtiger Name „William Blackburn“ ist. Durch diese Information hat William Flashbacks in seine Vergangenheit, als er mit Peitschenhieben bestraft wurde. Sie bringt William nach Noregard, wo mit ihm schmerzhafte Experimente durchgeführt werden, um die Zellregeneration zu beweisen. Schlussendlich flüchtet William aus dem Noregard-Gebäude, um zu Elishia zurückzukehren. Sie offenbart ihm, dass sie und William in einem früheren Leben eine Beziehung hatten und deshalb die heutige Verbindung besteht. Auf einer Bohrinsel im Meer sterben zwei Männer durch eine Explosion. Einer der Männer, Phil Holden, erwacht nach seinem Tod wieder. Er ist der Stiefvater von Beau Cooper und Haupt-Antagonist der Staffel. Später tötet Phil Elishia, nachdem sie sich mit Nicola Heysen getroffen hat. James und William finden sie tot im See auf. Phil greift zudem die anderen Auferstandenen an, wird jedoch von James gestoppt. Phil und Sarah stellen fest, dass sie durch ihre Auferstehung eine gemeinsame Bestimmung haben. Später erschießen sie sich beide gegenseitig in einem Kampf, bevor sie sterben und so wird die unsichtbare Grenze von Yoorana zurückgesetzt. Nachdem Patrick Fitzgerald in sein ehemaliges Anwesen eingedrungen war, um in einem Versteck nach alten Dokumenten zu suchen, bringt er ein altes Testament-Schriftstück hervor, welches besagt, dass das ganze Erbe von ihm an die indigenen Nachfahren von Paddy Fitzgerald (Familie Cooper) übergehen soll und nicht an die jetzigen Nachfahren der Fitzgeralds. Er sucht einen Anwalt auf, um das Erbe rechtmäßig auf den Familienteil zu übertragen. Dieser stellt belustigt fest, dass das uralte Schriftstück aus dem 19. Jahrhundert keine rechtliche Gültigkeit besitzt und lehnt zunächst das Mandat ab. Später fesseln die Fitzgerald-Jungs Patrick, um das Dokument an sich zu reißen, er wird aber wieder befreit. Später wird er von Sarah getötet. Sein Anwalt sucht Beau auf, um über den Nachlass zu sprechen. Sarah verhält sich merkwürdig, da sie Gedächtnisverlust hat und sich ungewöhnlich schnell von den Komplikationen erholt. Sie kämpft mit der neuen Situation als Mutter. Kate lernt Owen beim Schwimmen in einem See kennen und beide beginnen ein Verhältnis miteinander. Bald teilt James ihr mit, dass Owen schon mal wegen Totschlags verurteilt wurde. Später trennen sie sich wieder. Kirstie erinnert sich durch Flashbacks an ihre Kindheitsfreundin Vicky Carmichael, welche sie später mithilfe von Charlie Thompson kontaktiert und herausfindet, dass Vicky und sie von derselben Person vergewaltigt wurden. Zudem stellt sich heraus, dass nicht ihr damaliger Freund, sondern Chris’ Bruder Pete Rennox Kirstie getötet hatte. Charlie erinnert sich daran, dass er Selbstmord begangen hat.
In der dritten Staffel erwachen zwei andere Personen aus ihren Gräbern auf dem Friedhof von Yoorana. Belle Donohue, ein junges Mädchen, welches in einer fanatisch-religiösen Familie aufgewachsen war und vor mehr als 10 Jahren starb. Sie trifft auf dem Friedhof auf Tam Chi Wai, einen früheren chinesischen Opernsänger und Minenarbeiter aus Hongkong, der im 19. Jahrhundert nach Australien kam. Belle weiß, dass sie Schlafwandlerin ist, und glaubt, dies sei der Grund, warum sie auf dem Friedhof aufgewacht sei. Beide erinnern sich durch Flashbacks an ihr altes Leben zurück. Belle erinnert sich an Anfälle, die sie als Kind bekam, und Tam Chi Wai erinnert sich an Szenen, wie er als chinesischer Arbeiter von den Weißen in Australien diskriminiert wurde. Beide machen sich auf den Weg zu Belles früherem Wohnhaus in einer religiösen Gemeinde. Als ihr mittlerweile erwachsener Bruder Luke sie im Haus antrifft, bedroht er Belle zunächst. Ihre Eltern sind zuerst überrascht durch ihr plötzliches Auftauchen nach langer Zeit. Im weiteren Verlauf halten sie Belle für einen Dämon, der wiederauferstanden ist. Ihre Familie versucht fortan immer wieder, Belle den Teufel auszutreiben und sie schlussendlich in einer angezündeten Hütte zu töten. Schon damals hat ihre Mutter bezüglich Belles Tod bei der Polizei gelogen. Judith ist als ihre Schwester die Einzige, die Belle vor ihrer Familie zu beschützen versucht. Tam Chi Wai versucht währenddessen, in einem chinesischen Restaurant von Yoorana Kontakt mit einem Landsmann aufzunehmen, in der Hoffnung Verwandte zu finden. Er entdeckt in Yoorana einen Jungen namens Noah mit chinesischen Wurzeln, den er dazu benutzt, seine Hungergeister zu befreien. Kate und Owen finden heraus, dass die unsichtbare Grenze für die Auferstandenen nicht mehr existiert und sie so die Stadt verlassen können. William wartet auf dem Friedhof verzweifelt auf eine Auferstehung von Elishia und träumt von einer vermeintlichen, späteren Begegnung mit ihr am Melbourne Star. Kirstie und Charlie verlassen Yoorana, um in das Großstadtabenteuer aufzubrechen. Charlie fängt in der Stadt ein Verhältnis mit dem homosexuellen Raf, dieser stellt sich später auch als Auferstandener heraus. James rutscht in einer Restaurant-Toilette aus und zieht sich dabei eine tödliche Verletzung zu. Danach erwacht er wieder zum Leben und ist von seiner Persönlichkeit verändert. Nicola Heysen stellt fest, dass Phils Schussverletzung nicht tödlich war und so wieder zum Leben erwacht ist. Er bringt Nicola nach einem Streit um. Owen offenbart während einer Reifenpanne seine Absicht, Kate dazu zu drängen, seiner krebskranken Schwester Blut zu spenden. Phil verändert sich später dahingehend, dass er den anderen Auferstandenen nicht mehr schaden will. Pete Rennox beichtet Chris, dass er Kirstie getötet hat und stürzt die Treppe hinunter. Belle und Tam Chi wollen ihre Schwester vor einer bevorstehenden Naturkatastrophe (Feuer) warnen. Alle verbliebenen Auferstandenen treffen sich auf dem Friedhof und zerfallen in den Flammen zu Staub. In der letzten Szene der Staffel sieht man Chris Rennox und die mittlerweile erwachsene Tochter Nia 20 Jahre nach der Naturkatastrophe auf dem Friedhof spazieren gehen, um das Grab ihrer Eltern James und Sarah zu besuchen.

## Besetzung und Synchronisation
Die deutsche Synchronisation wurde von der Synchronfirma SDI Media erstellt. Für das Dialogbuch und die Dialogregie war Jeffrey Wipprecht verantwortlich.

### Hauptdarsteller
| Rolle                      | Schauspieler       | Synchronsprecher      |
| -------------------------- | ------------------ | --------------------- |
| Sgt. James Hayes           | Patrick Brammall   | Sven Gerhardt         |
| Dr. Elishia McKellar       | Genevieve O’Reilly | Irina von Bentheim    |
| Kate Willis                | Emma Booth         | Josephine Schmidt     |
| Sarah Hayes                | Emily Barclay      | Marieke Oeffinger     |
| Patrick „Paddy“ Fitzgerald | Ned Dennehy        | Tobias Lelle          |
| Charlie Thompson           | Sean Keenan        | Jeffrey Wipprecht     |
| Kirsten „Kirstie“ Darrow   | Hannah Monson      | Nadine Heidenreich    |
| Beau Cooper                | Aaron L. McGrath   | Julius Jellinek       |
| John Doe/William Blackburn | Rodger Corser      | Thomas Schmuckert     |
| Vic Eastley                | Andrew McFarlane   | Pierre Peters-Arnolds |
| Maria Rose Massola         | Daniela Farinacci  | Sabine Mazay          |
| Chris Rennox               | John Leary         | Otto Strecker         |
| Owen Nillson               | Luke Arnold        | Ricardo Richter       |
| Phil Holden                | Rob Collins        | Jaron Löwenberg       |
| Nicola Heysen              | Pernilla August    | Karin Buchholz        |

### Nebendarsteller
| Rolle            | Schauspieler                                | Synchronsprecher                                    |
| ---------------- | ------------------------------------------- | --------------------------------------------------- |
| Caroline Eastley | Anni Finsterer                              | Katja Schmitz                                       |
| Kath             | Lisa Flanagan                               | Tanja Schmitz                                       |
| Sharon           | Tessa Rose                                  | Gundi Eberhard (1. Stimme) Velia Krause (2. Stimme) |
| Leon Massola     | Gerard Kennedy Antonio Kapusi-Starow (jung) | Uli Krohm                                           |
| Anna             | Phoebe Gorozidis                            |                                                     |
| Lucy Fitzgerald  | Alison Whyte                                | Silke Matthias                                      |
| Russell          | Greg Stone                                  | Klaus-Peter Grap                                    |
| Rory Fitzgerald  | Jacob Collins-Levy                          | Fabian Kluckert                                     |
| Kalinda          | Leila Gurruwiwi                             | Melanie Isakowitz                                   |
| Carlo Nico       | James Monarski                              |                                                     |
| Steve Tripidakis | Lex Marinos                                 | Bernd Vollbrecht                                    |

## Episodenliste

### Staffel 1
| Nr. (ges.) | Nr. (St.) | Deutscher Titel             | Originaltitel           | Erstausstrahlung USA | Deutschsprachige Erstveröffentlichung (D/A/CH) | Regie        | Drehbuch                |
| ---------- | --------- | --------------------------- | ----------------------- | -------------------- | ---------------------------------------------- | ------------ | ----------------------- |
| 1          | 1         | Die Wiederauferstandenen    | The Risen               | 9. Juli 2015         | 15. Okt. 2016                                  | Emma Freeman | Louise Fox              |
| 2          | 2         | Willkommen in der Hölle     | Am I in Hell?           | 16. Juli 2015        | 15. Okt. 2016                                  | Emma Freeman | Kris Mrksa              |
| 3          | 3         | Wunder oder Strafe          | Miracle or Punishment   | 23. Juli 2015        | 15. Okt. 2016                                  | Emma Freeman | Giulia Sanders          |
| 4          | 4         | Es gibt keine Gerechtigkeit | There Is No Justice     | 30. Juli 2015        | 15. Okt. 2016                                  | Emma Freeman | Kris Mrksa & Louise Fox |
| 5          | 5         | Dreiecksgeschichten         | The Impossible Triangle | 6. Aug. 2015         | 15. Okt. 2016                                  | Emma Freeman | Louise Fox              |
| 6          | 6         | Es muss Regeln geben        | There Must Be Rules     | 13. Aug. 2015        | 15. Okt. 2016                                  | Emma Freeman | Louise Fox              |

### Staffel 2
| Nr. (ges.) | Nr. (St.) | Deutscher Titel            | Originaltitel       | Erstausstrahlung USA | Deutschsprachige Erstveröffentlichung (D/A/CH) | Regie        | Drehbuch       |
| ---------- | --------- | -------------------------- | ------------------- | -------------------- | ---------------------------------------------- | ------------ | -------------- |
| 7          | 1         | Ein schräger Typ           | The Rare Bird       | 14. Sep. 2017        | 28. Nov. 2017                                  | Emma Freeman | Louise Fox     |
| 8          | 2         | Zwei Wahrheiten            | Two Truths          | 21. Sep. 2017        | 28. Nov. 2017                                  | Tony Krawitz | Louise Fox     |
| 9          | 3         | Allzu menschlich           | All Too Human       | 28. Sep. 2017        | 28. Nov. 2017                                  | Tony Krawitz | Giulia Sanders |
| 10         | 4         | In der Pflicht             | A Duty of Care      | 5. Okt. 2017         | 28. Nov. 2017                                  | Tony Krawitz | Louise Fox     |
| 11         | 5         | Die wandelnden Verwundeten | The Walking Wounded | 12. Okt. 2017        | 28. Nov. 2017                                  | Emma Freeman | Pete McTighe   |
| 12         | 6         | Der Brief                  | The Letter          | 19. Okt. 2017        | 28. Nov. 2017                                  | Emma Freeman | Louise Fox     |

### Staffel 3
| Nr. (ges.) | Nr. (St.) | Deutscher Titel | Originaltitel              | Erstausstrahlung USA | Deutschsprachige Erstveröffentlichung (D/A/CH) | Regie        | Drehbuch      |
| ---------- | --------- | --------------- | -------------------------- | -------------------- | ---------------------------------------------- | ------------ | ------------- |
| 13         | 1         | Mum             | Mum                        | 25. Aug. 2019        | 25. Sep. 2019                                  | Emma Freeman | Louise Fox    |
| 14         | 2         | Quintessenz     | Quintessence               | 1. Sep. 2019         | 25. Sep. 2019                                  | Emma Freeman | Pete McTighe  |
| 15         | 3         | Das erste Mal   | First Times                | 8. Sep. 2019         | 25. Sep. 2019                                  | Emma Freeman | Giula Sandler |
| 16         | 4         | Absolut sicher  | Perfectly Safe             | 15. Sep. 2019        | 25. Sep. 2019                                  | Emma Freeman | Kris Mrksa    |
| 17         | 5         | Der Feind       | The Enemy                  | 22. Sep. 2019        | 25. Sep. 2019                                  | Emma Freeman | Pete McTighe  |
| 18         | 6         | Little Gidding  | What Is Dead May Never Die | 29. Sep. 2019        | 25. Sep. 2019                                  | Emma Freeman | Louise Fox    |